# Jerzy Głód
Jerzy Głód (ur. 24 maja 1975 w Dukli), znany również jako U.reck – polski muzyk, kompozytor i instrumentalista.
Absolwent Liceum Ogólnokształcącego im. św. Jana z Dukli w Dukli (1993). Znany jest przede wszystkim z wieloletnich występów w awangardowym zespole blackmetalowym Lux Occulta, w którym pełnił funkcję głównego kompozytora i keyboardzisty. Od 1996 roku występuje także w zespole Neolith. Wystąpił ponadto gościnnie na płytach takich zespołów jak: Behemoth, Vader i Christ Agony.

## Dyskografia
- Lux Occulta - Forever Alone. Immortal (1996, Pagan Records, Metal Mind Productions)
- Lux Occulta - Dionysos (1997, Pagan Records, Metal Mind Productions)
- Neolith - Igne Natura Renovabitur Integra (1998, Dogma Records)
- Lux Occulta - My Guardian Anger (1999, Pagan Records, Metal Mind Productions)
- Lux Occulta - The Mother and the Enemy (2001, Maquiavel Music Enterteiment)
- Behemoth - Zos Kia Cultus (Here and Beyond) (2002, Avantgarde Music, gościnnie)
- Vader - Revelations (2002, Metal Blade Records, gościnnie)
- Neolith - Immortal (2004, The Flaming Arts Productions)
- Christ Agony - Demonology (2007, Razor Productions, gościnnie)
- Christ Agony - Condemnation (2008, Razor Productions, Mystic Production, gościnnie)
- Neolith - Individual Infernal Idimmu (2010, Wydawnictwo Muzyczne Psycho)
- Lux Occulta - Kołysanki (2014, Trzecie Ucho)